# 커피 필터

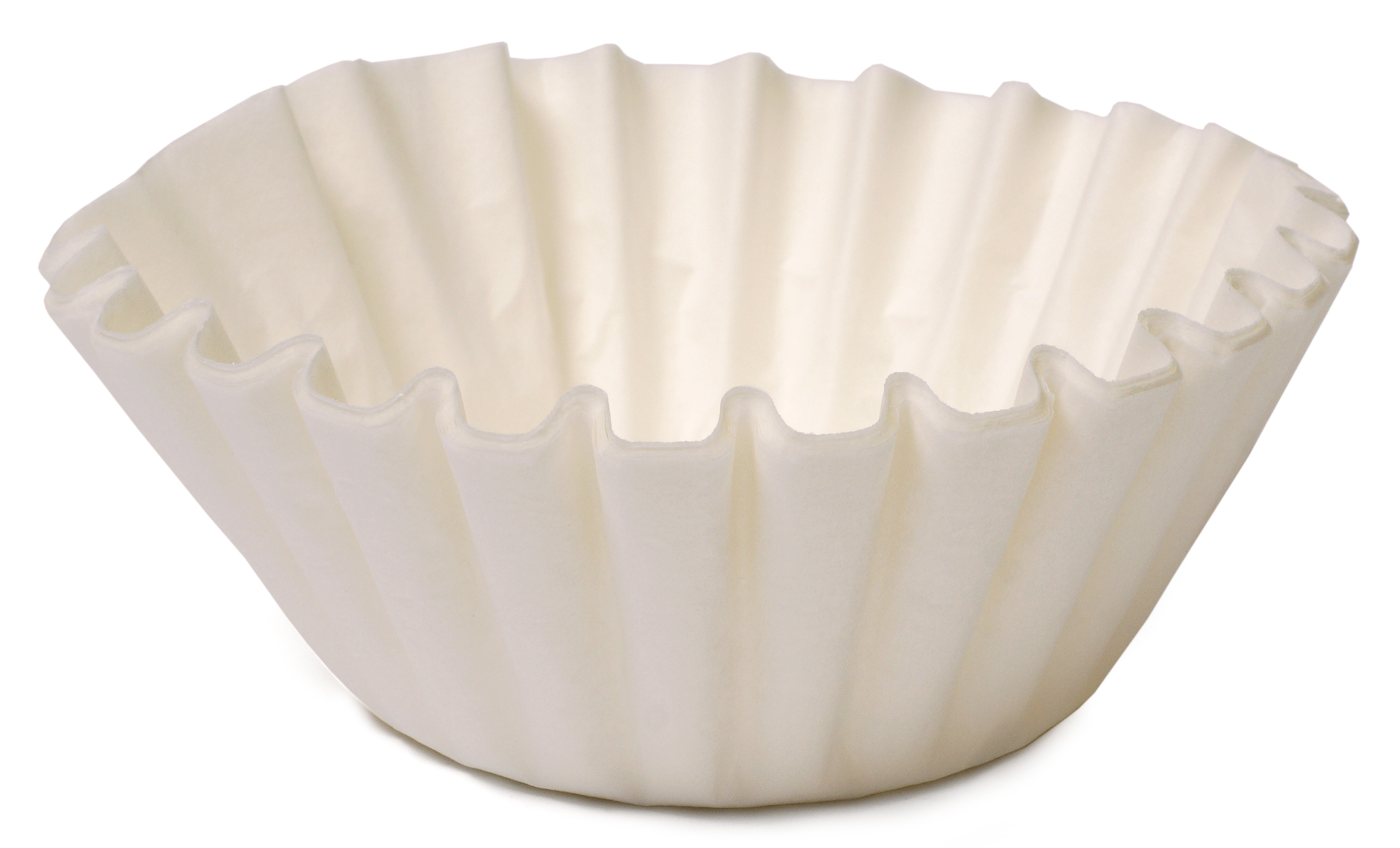
표백 처리된 종이로 만들어진 바구니 형태의 커피 필터.

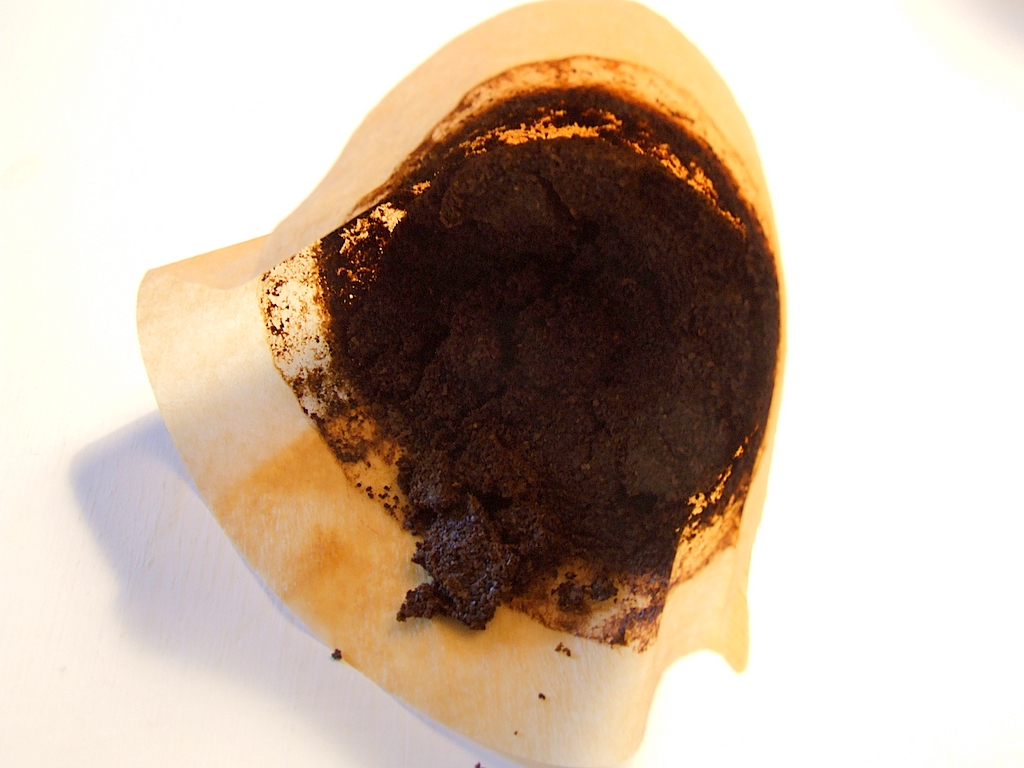
사용된 커피 필터

커피 필터(coffee filter)는 일반적으로 일회용 종이로 만들어진 커피 조리용 기구이다. 굵게 갈린 커피를 가두고 액체 커피가 흐르도록 해준다.
종이 필터는 디테르펜이라는 성분만 제거한다. 걸러지지 않은 커피에 보이는 이 유기 혼합물들은 향균, 항염 작용을 하는 것으로 알려져 있다. 금속, 나일론 메시 필터는 이러한 성분들을 제거하지 못한다.

## 역사
1908년 7월 8일, 종이 형태의 최초의 커피 필터가 독일의 주부 밀리타 벤츠에 의해 개발되었다. 그녀는 헐거워진 커피 가루를 끓여서, 또 커피 제조를 위한 일반적인 방식의 리넨을 사용함으로써 쓴 맛을 제거하고 싶어했다. 자신의 발명품에 특허를 신청하였고 커피 필터 판매를 위한 한 회사를 설립하여 자신의 남편과 두 아들을 최초의 직원으로 고용시켜 그녀를 도왔다.

## 종이 필터

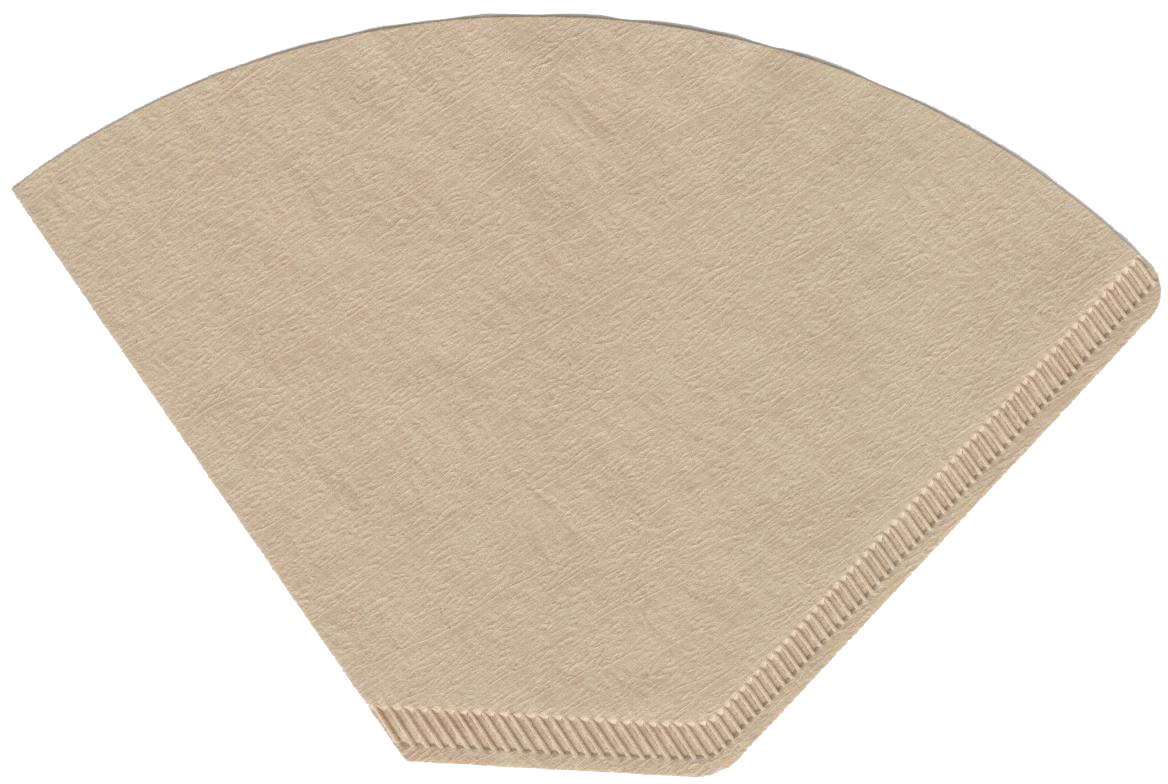
표백되지 않은 종이로 만든 원뿔 모양의 커피 필터

종이 형태의 커피 필터는 약 100 g/m2의 거름종이로 만들어진다.

## 기타 유형
금속 필터는 까페 스어 다, 인도 필터 커피, 그 밖의 종류의 드립 커피를 준비하기 위해 사용된다.

## 같이 보기
- 드립 커피